# SPG11
SPG11‏ (SPG11, spatacsin vesicle trafficking associated) هوَ بروتين يُشَفر بواسطة جين SPG11 في الإنسان.